# Светлана Найденова
Светлана Ангелова Найденова е български политик от ГЕРБ, народен представител от парламентарната група на ГЕРБ в XLI и XLIV народно събрание.

## Биография
Светлана Найденова е родена на 9 юни 1969 година в град Горна Оряховица, България.

### Парламентарна дейност
- XLI народно събрание – член (от 14 юли 2009)
- Парламентарна група на ПП ГЕРБ – член (от 14 юли 2009)
- Комисия по правата на човека, вероизповеданията, жалбите и петициите на гражданите – член (29 юли 2009 – 14 юли 2010)
- Комисия по труда и социалната политика – член (29 юли 2009 – 2 септември 2010)
- Комисия по бюджет и финанси – член (14 юли 2010 – 2 септември 2010)
- Комисия по труда и социалната политика – зам.-председател (от 2 септември 2010)
- Комисия по правата на човека, вероизповеданията, жалбите и петициите на гражданите – член (от 8 септември 2010)
- Група за приятелство България – Йордания – член (23 октомври 2009 – 9 декември 2011)
- Група за приятелство България – Литва – член (от 23 октомври 2009)
- Група за приятелство България – Русия – член (от 23 октомври 2009)
- Група за приятелство България – Холандия – зам.-председател (от 23 октомври 2009)
- Група за приятелство България – Чили – член (от 23 октомври 2009)
- Група за приятелство България – Швеция – член (от 23 октомври 2009)
- Група за приятелство България – Япония – член (от 23 октомври 2009)
- Група за приятелство България – Полша – зам.-председател (от 10 декември 2011)
- Група за приятелство България – Йордания – зам.-председател (от 10 декември 2011)
- Група за приятелство България – Тунис – зам.-председател (17 февруари 2012)

#### Внесени законопроекти
- Законопроект за допълнение на Закона за морските пространства, вътрешните водни пътища и пристанищата на Република България
- Законопроект за изменение и допълнение на Закона за бюджета на Държавното обществено осигуряване за 2011 година
- Законопроект за изменение и допълнение на Закона за държавния служител
- Законопроект за изменение и допълнение на Закона за здравето
- Законопроект за изменение и допълнение на Закона за Националната агенция за приходите
- Законопроект за изменение и допълнение на Закона за семейни помощи за деца
- Законопроект за изменение и допълнение на Закона за съдебната власт
- Законопроект за изменение и допълнение на Закона за устройството на държавния бюджет
- Законопроект за изменение и допълнение на Кодекса на труда
- Законопроект за изменение и допълнение на Кодекса на труда
- Законопроект за изменение и допълнение на Кодекса на труда
- Законопроект за изменение и допълнение на Конституцията на Република България
- Законопроект за изменение и допълнение на Наказателно-процесуалния кодекс
- Проект на Изборен кодекс
- от 29.03.2021 година е назначена на длъжност замесник изпълнителен директор на Агенция за Социално подпомагане -Централно управление